# Juozas Ašembergas
Juozas Ašembergas (* 13. September 1936 in Vainežeris, Rajongemeinde Lazdijai) ist ein litauischer Diplomat und Politiker, Vizeminister.

## Leben
Nach dem Abitur an der Mittelschule Veisiejai bei Lazdijai absolvierte  Ašembergas  ein Diplomstudium. Ab dem 18. April 1990 war er erster Stellvertreter des Ministers für materielle Ressourcen im Kabinett Prunskienė. Vom 9. Mai 1991 bis zum 24. Februar 1992 war er Stellvertreter des Ministers für materielle Ressourcen im Kabinett Vagnorius I.
Von 1995 bis 1997 war er litauischer Botschafter in Kasachstan.